# Spilosmylus malgassicus
Spilosmylus malgassicus là một loài côn trùng trong họ Osmylidae thuộc bộ Neuroptera. Loài này được Fraser miêu tả năm 1951.